# Ekholmsnässjön
Ekholmsnässjön är en sjö i kommundelen Ekholmsnäs i Lidingö kommun i Stockholms län som ingår i Åkerström-Norrströms kustområde. Sjön har en area på 0,0591 kvadratkilometer och ligger 1,4 meter över havet.

## Beskrivning

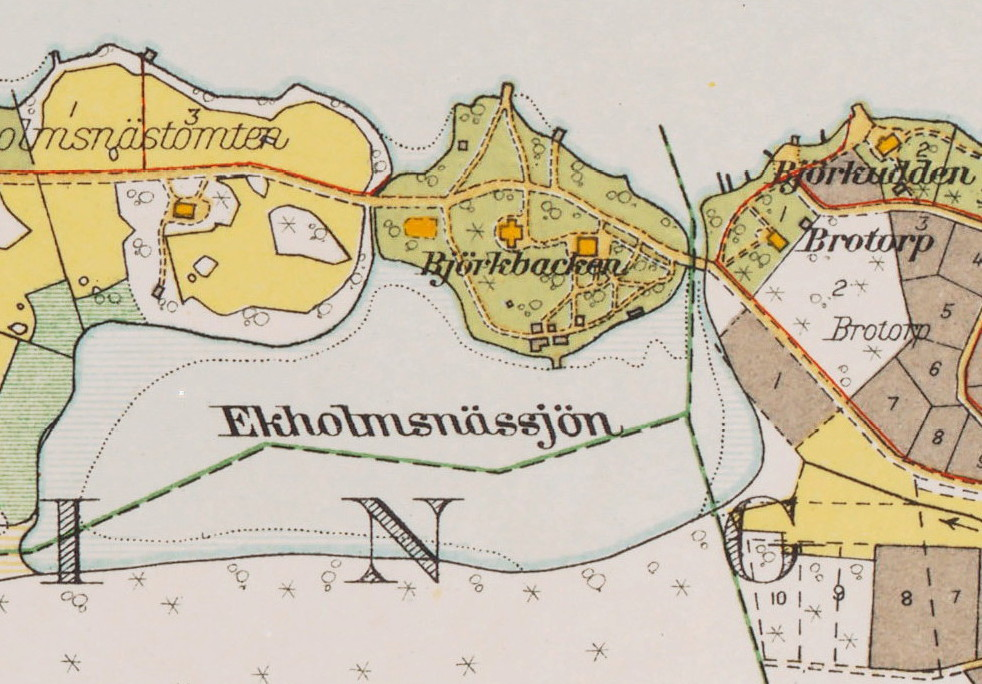
Ekholmsnässjön 1917.

Ekholmsnässjön var ursprungligen en havsvik, uppkallad efter närbelägna Ekholmsnäs gård. Sjön hade två förbindelse med Östersjön via Hustegafjärden. Däremellan ligger den tidigare ön Björkholmen (på äldre kartor även kallad Kaninholmen). Idag finns bara det östra cirka fem meter breda sundet kvar. På Björkholmen finns Villa Björkholmen som uppfördes på 1860-talet och hör till Lidingös äldsta bevarade sommarvillor.
Under slutet av 1700-talet, när förbindelsen med Hustegafjärden var bredare, kallades sjön för Ekholmsviken. Över sundet ledde landsvägen mellan Hersby gård och Gåshaga gård (dagens Ekholmsnäsvägen). Tidigare fanns här en kort träbro, som i mitten av 1900-talet blivit osäker att passera. Den ersattes av en ny träbro, byggd som övningsobjekt för inneliggande rekrytomgång vid Svea ingenjörkår (Ing 1) men är numera är ersatt med en betongbro. Ekholmsnässjön ingår i Lidingös naturreservat kallat Långängen-Elfviks naturreservat som sträcker sig vidare norrut över Hustegafjärden till Elfvikslandet.
I slutet på 1970-talet utfördes ett omfattande muddringsarbete i sjön för att stoppa igenväxningen. På uppdrag av Lidingö stadsarkitektkontor genomförde landskapsarkitekten Walter Bauer 1981 en detaljerad undersökning av sjön och dess omgivningar.
Lidingös första slalombacke, kallad Killingebacken, var anlagd på Killingebergets norra brant ner mot sjöns södra strand och var en mycket brant teknikbacke avsedd för avancerad utförsåkning. Backen används inte idag och är igenvuxen. Backen ersattes på 1960-talet av Ekholmsnäsbacken. Lidingöloppets terrängbana löper förbi högst upp på Killingeberget. Öster om sjön ligger kommundelen Killinge, ett område med äldre och nyare villor.

## Delavrinningsområde
Ekholmsnässjön ingår i delavrinningsområde (658527-163569) som SMHI kallar för Rinner till Askrikefjärden. Medelhöjden är 19 meter över havet och ytan är 17,22 kvadratkilometer. Det finns inga avrinningsområden uppströms utan avrinningsområdet är högsta punkten. Avrinningsområdets utflöde mynnar i havet, utan att ha någon enskild mynningsplats.

### Bilder

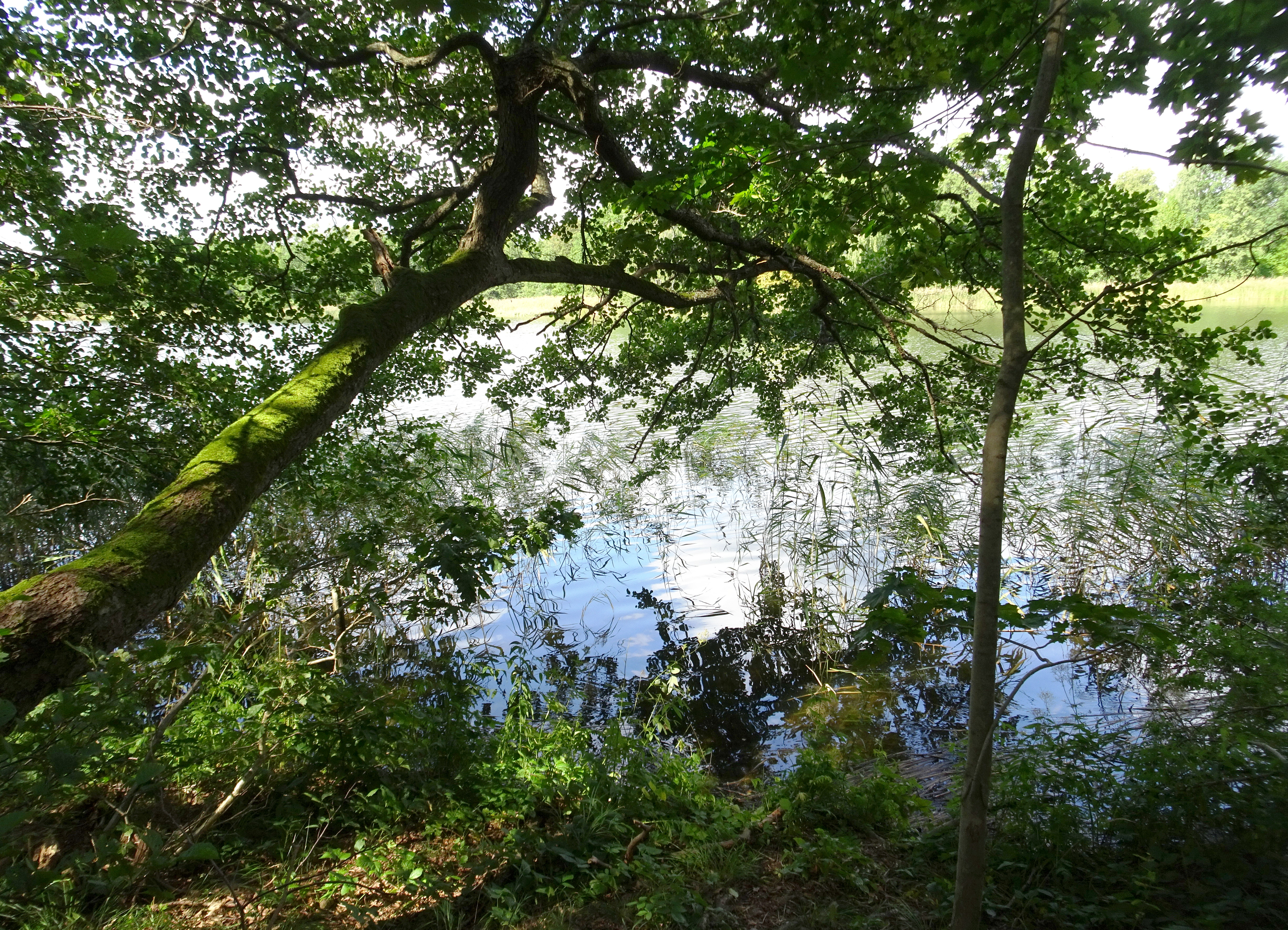
Sjöns sydöstra strand.
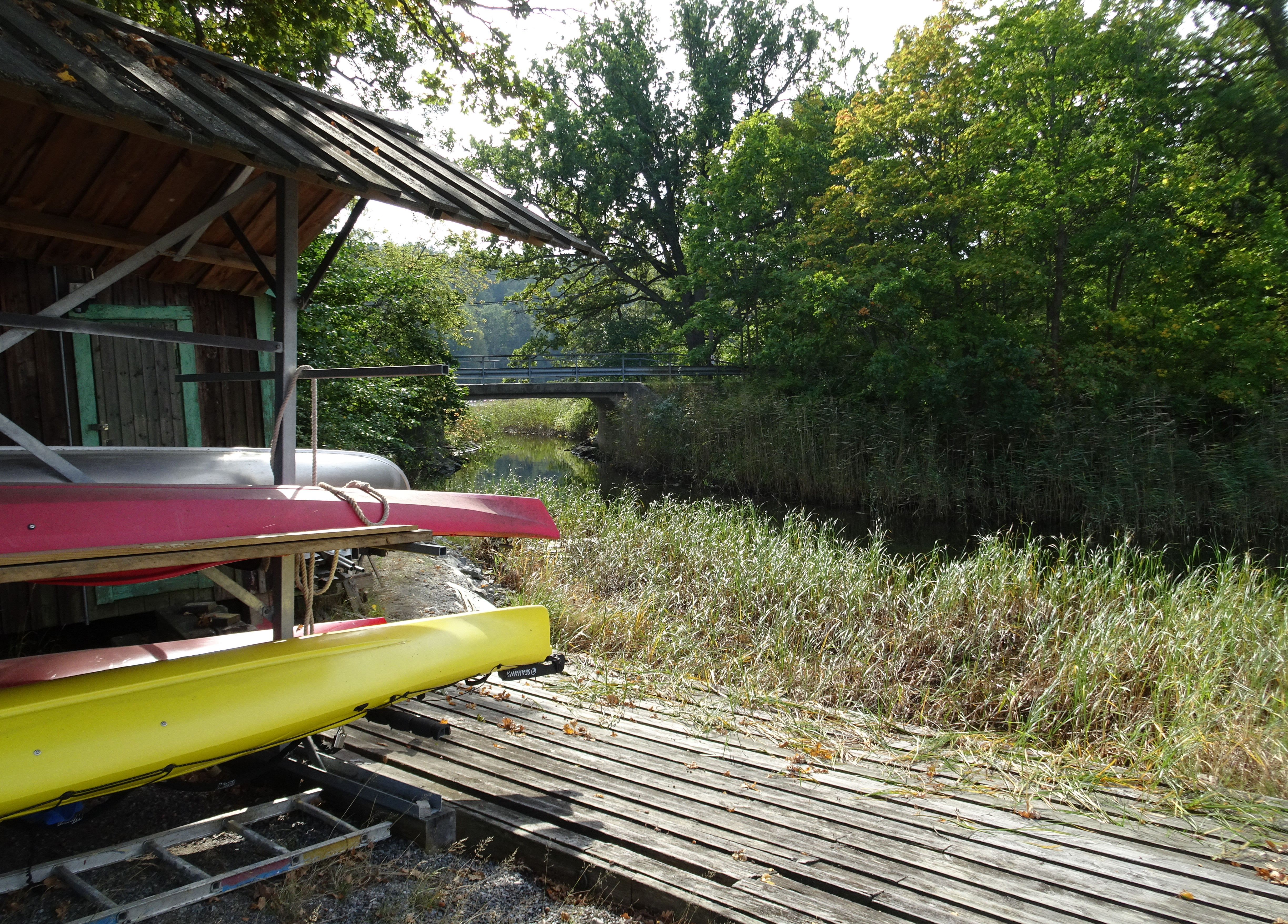
Sundet mot Hustegafjärden sett från Björkudden.
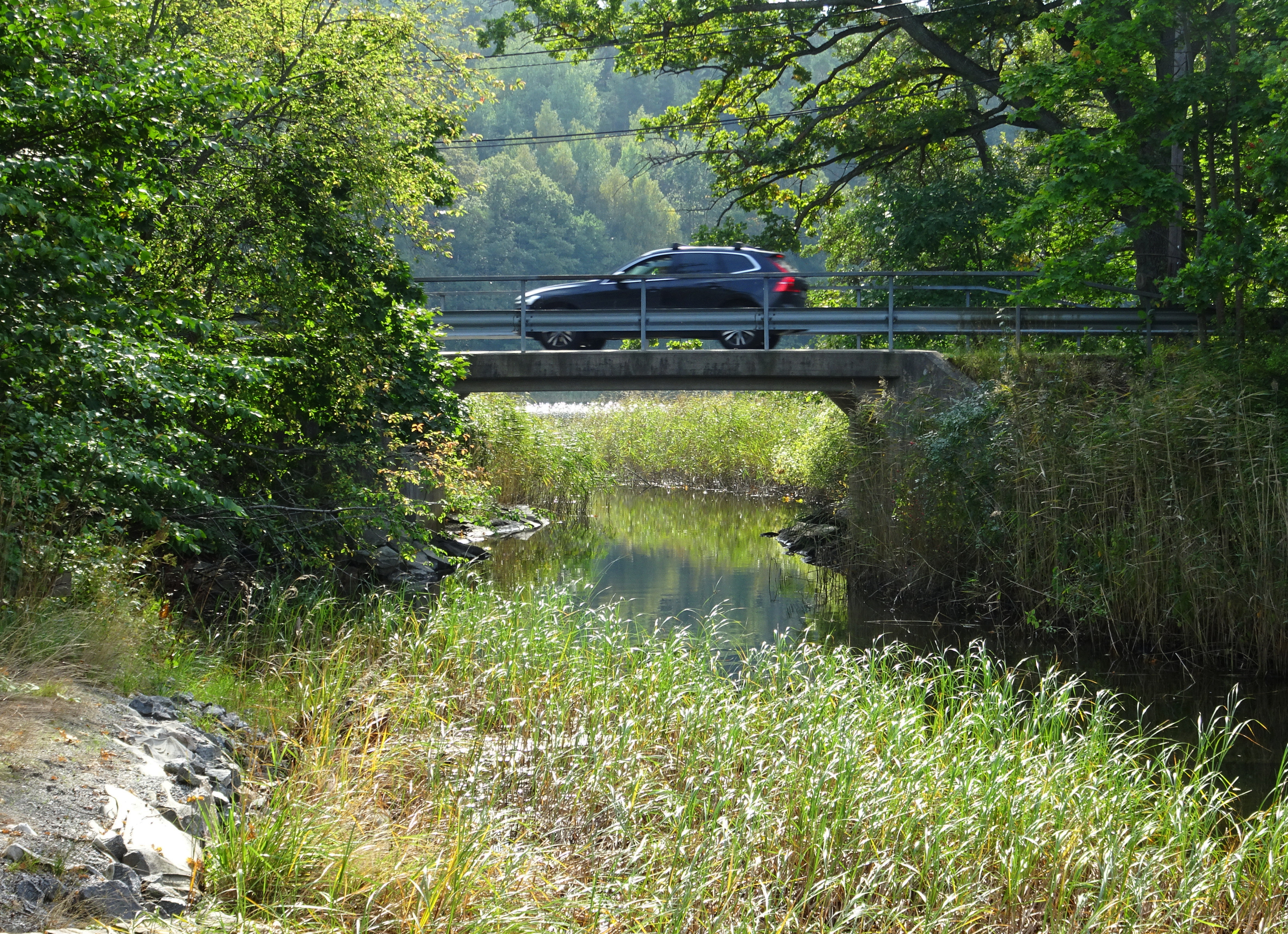
Bron över sundet.
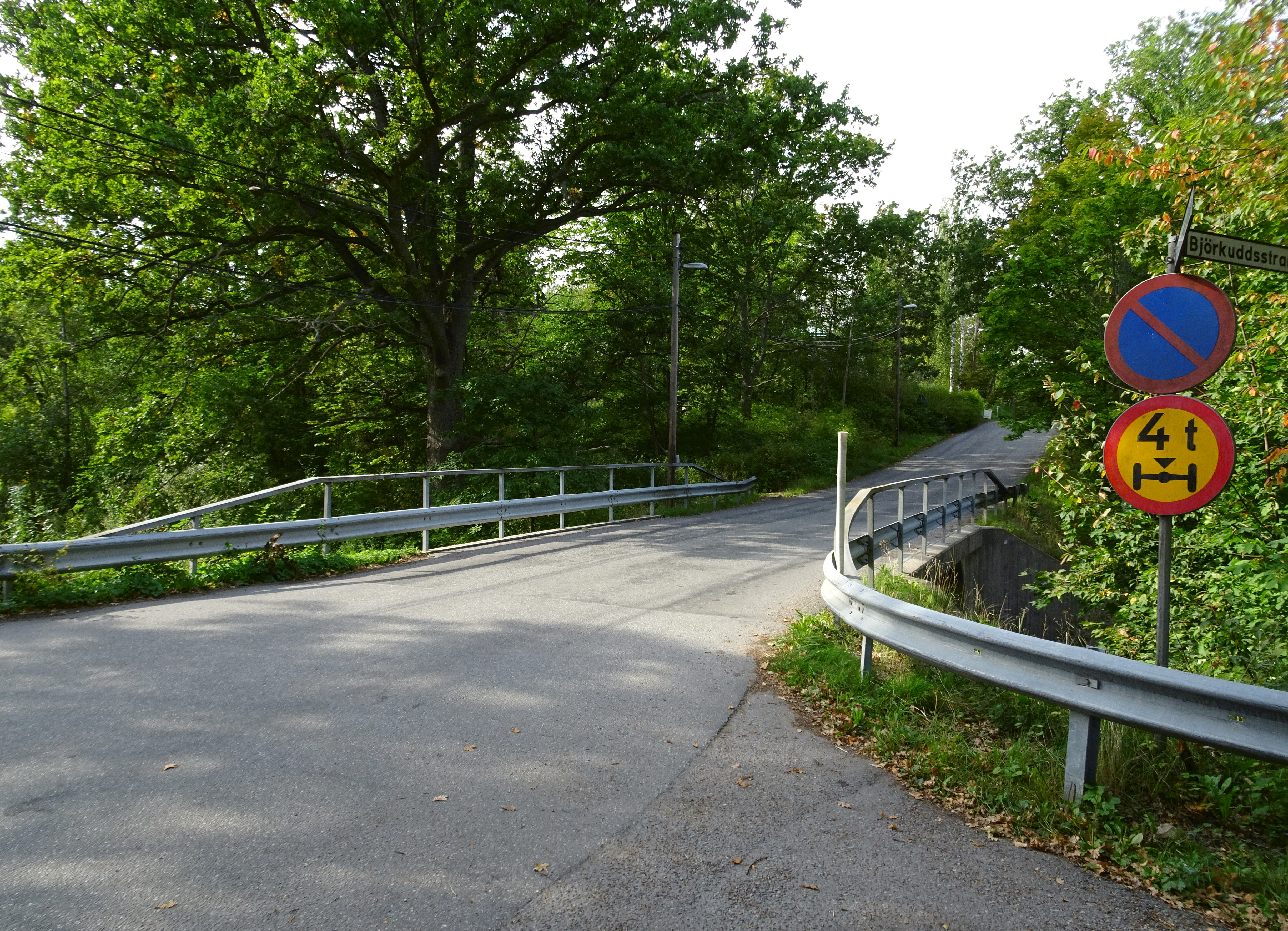
Ekholmsnäsvägens bro över sundet.